# Đường La Mã

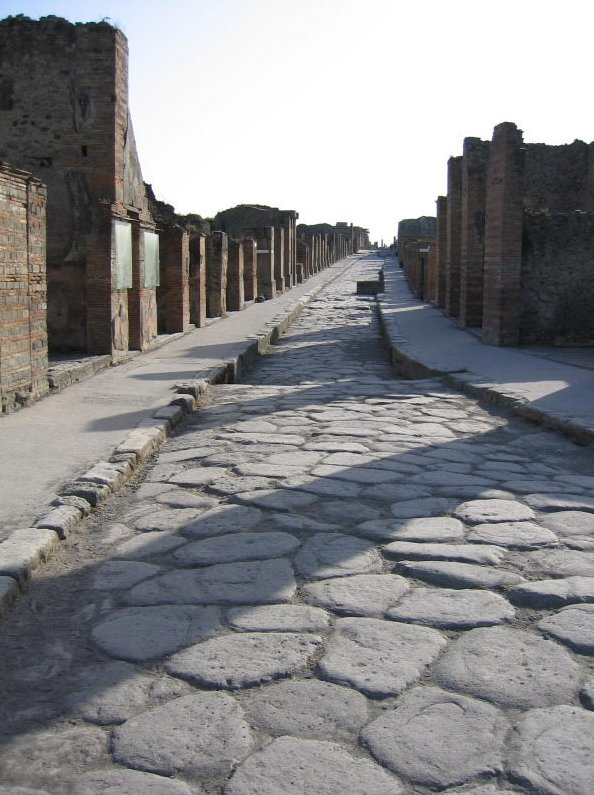
Một con đường do người La Mã xây dựng

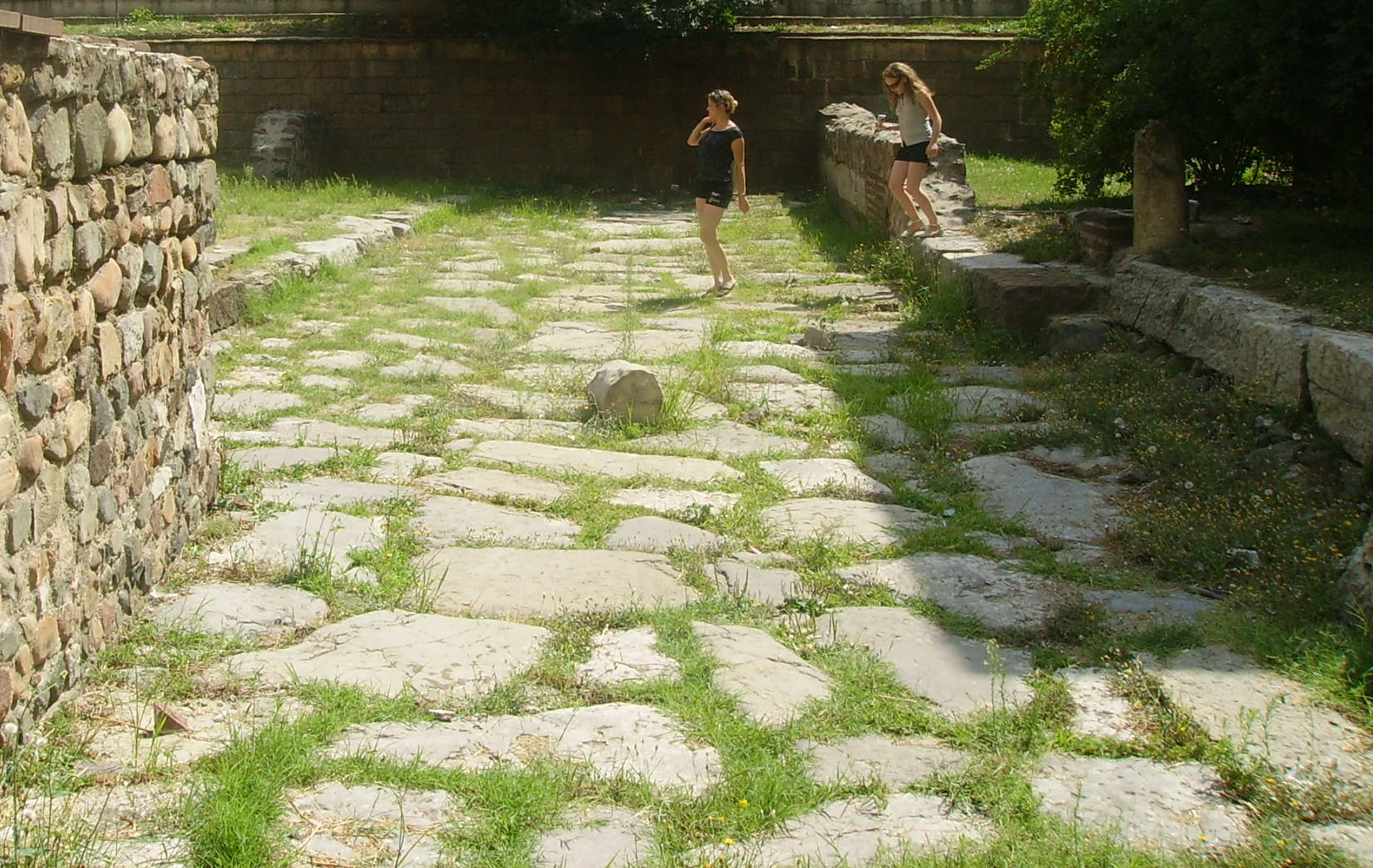
Một con đường La Mã ở Bulgaria

Đường La Mã hay những con đường La Mã là các con đường giao thông hay hệ thống các tuyến đường được xây dựng dưới thời kỳ La Mã với một phong cách đặc trưng của người La Mã (làm bằng đá tảng, có lề đường....). Đường được lát đá tảng và xuất phát từ La Mã lan tỏa đến những vùng đất mà đế chế này chinh phục được. Thông thường sau khi chiếm cứ hoặc bình định xong một vùng đất mới, người La Mã liền tổ chức xây dựng các con đường đá dẫn đến thuộc địa đó.
Những con đường này đã là một phần quan trọng của sự phát triển của nhà nước La Mã. Từ khoảng 500 trước Công nguyên thông qua việc mở rộng ảnh hưởng trong thời kỳ Cộng hòa La Mã và Đế chế La Mã, nhưng con đường này cho phép những người La Mã để di chuyển các đơn vị quân đội và hàng hóa, thương mại và thông tin liên lạc rất hữu hiệu. hệ thống đường La Mã kéo dài hơn 400.000 km, trong đó có hơn 80.500 km đường giao thông. Khi La Mã đạt tới đỉnh cao quyền lực của mình, không ít hơn 29 tuyến đường lớn để quân đội có thể hành quân cơ động từ La Mã.
Người La Mã đã trở thành những kỹ sư chuyên nghiệp tại các tuyến đường xây dựng, những con đường được dự định để làm vật liệu được chuyển đên từ một địa điểm khác. Nó được phép đi bộ hoặc xe gia súc kéo, các loại xe cộ bất kỳ dọc theo con đường. Những con đường người La Mã sử dụng sỏi, đá dăm trộn với xi măng cổ đại và cát, xi măng trộn với gạch vỡ, họ đã sử dụng đá ốp lát để cố định và lát chặt mặt đường.
Các mạng lưới đường La Mã đã được quan trọng trong việc duy trì sự ổn định của đế quốc và mở rộng đế chế này. Các quân đoàn thực hiện việc hành quân với thời gian khẩn trương vì được hỗ trợ bởi một hệ thống đường sá rất tốt này và những con đường này một số vẫn còn được sử dụng thiên niên kỷ sau đó. Nhưng thời gian sau đó những con đường này lại giúp sức cho những bộ lạc man rợ xâm lược La Mã.